# Overheidscommunicatie
Overheidscommunicatie is sinds eind twintigste eeuw het aandachtsgebied waarmee de professionele verzorging van het contact van overheden met burgers wordt aangeduid.
Die term wordt vooral door communicatiespecialisten gebruikt wier kerntaak het is betekenis te verlenen aan overheidsbeleid. Bestuurders en burgers spreken nog vaak van 'overheidsvoorlichting'. In Vlaanderen wordt overheidsvoorlichting vaker als een ouderwetse term ervaren. De aandacht van dit vakgebied richt zich vooral op interventies vanuit de overheid, zoals het geven van voorlichting aan burgers en journalisten. Strikt genomen valt ook het selectief omgaan met, het timen en achterhouden of juist het lekken van informatie er onder. Dat kan gaan om overheidsinformatie, maar ook om gegevens van derden die bij de overheid berusten. Idealiter hoort ook het ontvangen van informatie die de burger verstrekt (de burgercommunicatie) tot het vakgebied. Maar in de meeste vakliteratuur staat de logica van de overheid als zender centraal.

## Ontwikkeling

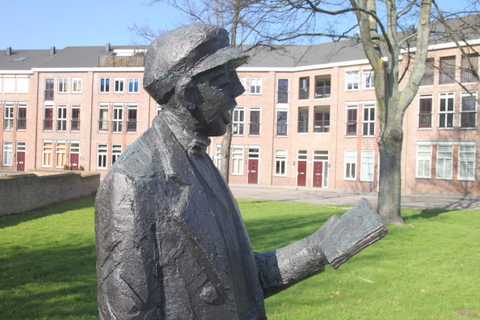
Standbeeld ter herinnering aan de dorpsomroepers van Spijkenisse

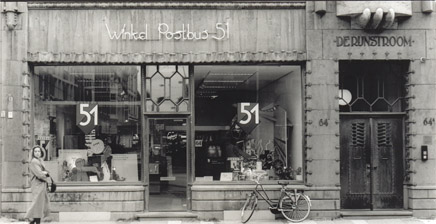
Voormalige winkel van Postbus 51 in Den Haag

Stadsomroepers zijn te beschouwen als de oudste overheidsvoorlichters. In de 20e eeuw kwam ook het vak van landbouwvoorlichter op, deze kwam namens de overheid innovaties propageren bij boeren. De eerste nationale overheidsvoorlichters treden in Nederland al voor de Tweede Wereldoorlog in dienst, zij promootten vooral het economische beleid in het buitenland. Na de oorlog groeide het aantal beroepsbeoefenaren sterk, net als later het aantal specialismen bij communicatieafdelingen. In 1945 werden de ‘Regeeringsvoorlichtingsdienst’ en de ‘Dienst Oog en Oor’ ingesteld, de laatste om de publieke opinie te volgen en om het beleid toe te lichten. In 1946 bleef echter alleen de RVD als Rijksvoorlichtingsdienst over, evenals de toentertijd opgerichte Postbus 51. De ouderwetse postbus heeft zich nu tot een digitale en telefonische vraagbaak ontwikkeld: het is een deels geprivatiseerde dienst. De burger denkt dat hij met de overheid zelf belt, maar in werkelijkheid wikkelt een particulier callcenter de meeste publieksvragen af.

## Propagandavrees
De naoorlogse vrees voor de effecten van propaganda bepaalde tot in de jaren tachtig van de vorige eeuw de politieke discussie: mag een overheidsorgaan met communicatiemiddelen het gedrag van burgers proberen te beïnvloeden? Hoewel ook toespraken, wetten en verkeersborden communicatieve beïnvloedingsmiddelen zijn, concentreerde het politieke debat zich op het beïnvloeden van journalisten door voorlichters en op de inzet van bijvoorbeeld propagandafilms. Die discussie verhinderde niet dat de overheid tegelijkertijd propaganda bedreef: zoals voor het Marshallplan en voor de Europese eenwording, voor het dragen van schoon ondergoed en tegen energieverspilling of ter bevordering van de spaarzin. De laatste voorbeelden waren niet controversieel omdat er sprake is van communicatie over door het parlement aanvaard beleid.

## Juridische grondslag

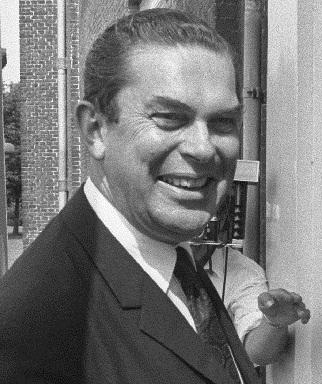
ARP-voorman Barend Biesheuvel kreeg de bijnaam Open Barend omdat hij de Nederlandse regering adviseerde om openbaarheid van bestuur wettelijk te verankeren. In 1971 werd hij zelf premier. Pas in 1980 kwam het onder Van Agt tot een Wet openbaarheid van bestuur.

In de jaren zestig werd de roep om democratisering luider. In reactie daarop startte Piet de Jong als minister-president met het houden van wekelijkse persconferenties. Een commissie onder leiding van Barend Biesheuvel adviseerde de regering in 1970 onder de titel ‘Openheid en openbaarheid’. Het zou nog tot 1980 duren voordat de Wet openbaarheid van bestuur (Wob) in werking trad. Openbaarheid werd later ook in de Nederlandse Grondwet verankerd: niet vooraan bij de grondrechten van de burger, maar pas in artikel 110, als opdracht aan het bestuur. De Nederlandse Wob regelt dan ook niet het informatierecht van burgers, maar de informatieplicht van bestuursorganen. ‘Zodra dat in het belang is van een goede en democratische bestuursvoering’ moeten zij informatie verschaffen, desgevraagd (passieve) maar ook ongevraagd (actieve openbaarmaking). Nederland kent een informatiestelsel en geen documentenstelsel zoals openbaarheidswetten in Zweden en de VS. Burgers kunnen dus in Nederland niet een document opvragen, maar wel de informatie daaruit. De overheid bepaalt de vorm van de informatieverstrekking.
In België is de openbaarheid van bestuur in 1993 vastgelegd in de Grondwet: bij de rechten van Belgen. Ieder heeft er (onder voorwaarden) op grond van art. 32 het recht elk bestuursdocument te raadplegen en er een afschrift van te krijgen. Hier is openbaarheid dus wel een recht van de burger.

## Opleiding en organisatie
De communicatiediscipline bij de overheid maakte een forse groei door. Het begon na de Tweede Wereldoorlog met een handvol voorlichters bij het rijk en later bij gemeenten, provincies en waterschappen. Tegenwoordig hebben Nederlandse overheden duizenden communicatiemedewerkers in dienst. Daarnaast zijn er particuliere bureaus en zelfstandige communicatiedeskundigen actief voor de sector overheidscommunicatie. Ook zijn er op de overheid afgestemde communicatieopleidingen op middelbaar en hoger onderwijsniveau ontstaan en is er een body of knowledge gegroeid, dankzij wetenschappers, vakpublicaties, activiteiten van beroepsverenigingen en scholingsinstellingen. Voormalig hoofd Voorlichting van de gemeente Den Haag Chiel Galjaard wordt beschouwd als de pionier van het vakonderwijs over overheidscommunicatie.
De in Nederland in de jaren 60 mede door hem opgerichte Vereniging van voorlichtingsambtenaren bij lagere publiekrechtelijke lichamen (VVA) wijzigde haar naam in 1986 in Vereniging Voor Overheidscommunicatie. Deze VVO ging in 2005 met de Beroepsvereniging voor Communicatie op in de vereniging Logeion die circa 3.000 leden telt en waarvan ook communicatieprofessionals uit het bedrijfsleven lid zijn. Logeion heeft beroepsniveauprofielen opgesteld die de taken en verantwoordelijkheden van communicatiedeskundigen beschrijven. In Vlaanderen is sinds 2000 de vereniging Kortom actief. 'Kortom, vereniging voor overheidscommunicatie' telt ruim 700 leden en is er om vakkennis te bundelen en uit te wisselen, zoals via congressen en cursussen.

## Verschil met bedrijfscommunicatie
Overheids- en bedrijfscommunicatie hebben veel gemeenschappelijks. Het verschil zit in het wezen van de organisatie. Overheidsorganisaties voeren publieke taken uit. Ze hebben wettelijke monopolies (zoals paspoorten uitgeven) en ze oefenen gelegitimeerde machts- en zelfs geweldstaken uit (douane, belastingen, politie, leger). Daarmee onderscheiden ze zich van commerciële bedrijven. Aandachtsconcurrentie zou je een overeenkomst kunnen noemen, maar bedrijven worden vooral door economische concurrentie beheerst. Voor een duurzaam voortbestaan van organisaties in de marktsector is efficiëntie een cruciale norm. Voor overheidsorganisaties gaat het om zorgvuldigheid bij het uitvoeren van hun publieke taak: de rechtvaardige verdeling van schaarse zaken zoals recht, ruimte, veiligheid en vrijheid. Niet de wet van vraag en aanbod is bepalend, maar de wettelijk opdracht van een democratisch gelegitimeerd en gecontroleerd bestuur. De bestaansverschillen tussen overheden en bedrijven werken door in hun communicatie. Zo is openbaarheid vrijwel altijd een plicht voor de overheid, voor bedrijven is openbaarheid veeleer een recht. De overheid moet daarom kunnen beschikken over specifiek opgeleide ambtenaren die met deze bijzondere verschillen kunnen omgaan. Een belangrijk onderscheid is verder dat bedrijven voor klanten werken en overheden voor burgers. Een klantrelatie is te beëindigen, burger ben je altijd. Nog een markant verschil: bij bijvoorbeeld een gemeente maakt de democratisch gekozen politieke oppositie ook deel uit van het hoogste bestuursorgaan, de gemeenteraad. Bedrijven zijn niet geneigd om tegenstanders op te nemen in hun raad van bestuur.

## Vier tegenrollen burger-overheid
Zodra zender en ontvanger van rol wisselen is er de noodzakelijke interactie om van communicatie te kunnen spreken. Tweerichtingsverkeer wil nog niet zeggen dat het bij overheidscommunicatie om gelijkwaardigheid in het contact gaat. Als een agent iemand bekeurt of als een kiezer stemt op een raadslid staan zij niet op gelijke voet, want zijn er machtsverschillen. Alleen bij ideale inspraak (als inspraakadviezen serieus gewogen worden) en bij een zuivere rol als klant (als de burger in vrijheid naar de concurrentie kan gaan) is de relatie meer in evenwicht.
De ideaaltypische betrekking overheid-burger kent vier basisrelaties. Overheid en burger vervullen daarin vier contrasterende (tegen-)rollen.
|               | gezagsdrager | gekozene |           |
| besluitvormer |              |          | inspreker |
| aanbieder     |              |          | klant     |
|               | ingezetene   | kiezer   |           |

Bron te vinden op hclc.nl of raadopenbaarbestuur.nl
- De twee verticale betrekkingen illustreren de historische basis voor het contact burger-overheid. Het zijn twee hiërarchische relaties c.q. afhankelijkheden. c. De gezagsdrager staat boven de ingezetene (of onderdaan). d. Bij een verkiezing is de hiërarchie echter omgekeerd: de kiezer beschikt immers over het actief kiesrecht en verleent mandaat aan een gekozene, de volksvertegenwoordiger die over het passief kiesrecht beschikt. De verticale pijlen geven de dominante richting weer, ze sluiten overigens niet uit dat een ingezetene of een gekozene ook terugkoppeling geeft op een boodschap.
- Er zijn ook twee horizontale relaties te onderscheiden. a. De besluitvormer die op gelijkwaardige voet met insprekers overlegt. De twee pijltjes wijzen hier idealiter naar links omdat consultatie het kernproces van inspraak vormt: de overheid die luistert naar een advies van de burger. b. De tweede relatie komt in zijn zuivere vorm niet veel voor: de overheid die een echte marktrol vervult: hiervan is bijvoorbeeld sprake als zij aanbieder is van kaartjes voor een openbaar zwembad of een publieke veerpont.

## Politieke communicatie
De relatie kiezer-gekozene is precair. Bij een strikte scheiding van de overheidsmachten, is politieke communicatie voorbehouden voor de interactie tussen kiezers en gekozenen. Maar als benoemde bestuurders overheidscommunicatie hiervoor inzetten, is er ook sprake van politieke communicatie. Zie ook spindoctoring. Voorbeelden: een minister laat een partijpolitiek geladen toespraak schrijven door een ambtelijke ghostwriter, houdt een gevoelig rapport achter of laat het juist uitlekken. Ook als een bestuursorgaan probeert de deelnemers aan een referendum te beïnvloeden of als de indiening van wetten om electorale redenen wordt bespoedigd of vertraagd spreken we van politieke communicatie. In de functieomschrijving van ambtenaren staat vaak dat zij moeten beschikken over een ‘politieke antenne’ om met dit soort gevoeligheden om te kunnen gaan.
In België begint drie maanden voor de verkiezingen een sperperiode. De overheidscommunicatie is dan aan bijzondere bepalingen onderworpen om te voorkomen dat deze wordt gebruikt om het imago van een politicus of partij te beïnvloeden.

## Disciplines en verwante werkgebieden
Aanvankelijk ging het bij het aanstellen van voorlichters vaak om ex-journalisten. Zij traden in overheidsdienst als perswoordvoerder, baliemedewerker, redacteur en soms huisfotograaf en vormgever. Allengs ging de overheid ook communicatieadviseurs, speechschrijvers, promotiemedewerkers, webmasters en speciale doelgroepvoorlichters in dienst nemen. Ze kregen communicatietaken te vervullen voor individuele bestuurders, voor uitvoerings- en voor bestuursorganen. Hun werk beweegt zich op het terrein van de persoonlijke voorlichting aan burgers, informatieverstrekking aan het loket, de telefoon of via een (digitaal) informatiecentrum. Dat werk gebeurde onder een heel scala aan aanduidingen c.q. communicatiemodaliteiten: interne voorlichting en journalistiek, personeelscommunicatie, public relations, lobby, reclame, citymarketing, public affairs, externe betrekkingen, promotie en administratieve communicatie. Tot aan de jaren 80 hadden deze afdelingen ook vaak een bibliotheek- en documentatiefunctie. Het werk van communicatiespecialisten was vroeger hoofdzakelijk gericht op het uitleggen van eenmaal genomen beslissingen. Later kwamen daar inspraak en beleidsvoorbereiding bij. Het ministerie van Defensie richtte zelfs een afdeling Fundamentele en Publieksvoorlichting op die belast werd met het vergroten van de maatschappelijke acceptatie van de krijgsmacht zelf.

## Functies van beleidscommunicatie
Overheidscommunicatie is onder te verdelen in drie domeinen. Corporate communicatie gaat over de externe reputatie van de organisatie zelf. Organisatiegebonden communicatie faciliteert de eigen continuïteit en omvat bijvoorbeeld arbeidsmarktcommunicatie, crisiscommunicatie en interne voorlichting. Het derde domein vormt het meest onderscheidende deel van het vakgebied, de beleidscommunicatie. Beleidscommunicatie vervult vier functies. 1. Ze wordt ingezet voor het ontwikkelen en evalueren van beleidsplannen, bijvoorbeeld bij inspraak; 2. om ophanden zijnde of actuele beslissingen te openbaren, te verklaren en toe te lichten; 3. en als beleidsinstrument bij de uitvoering van overheidscampagnes. Deze drie functies worden ook wel 1. communicatie voor beleid, 2. communicatie over beleid en 3. communicatie als beleid genoemd. Een vierde functie waarvoor de aandacht groeit is communicatie in beleid. Voor onbegrijpelijk beleid hebben burgers geen begrip. Als de communicatie-effecten van nieuwe wetten en regels goed zijn doordacht, bevordert dit de naleving. Beleid begrijpelijk maken is goed, maar het is slimmer als je meteen begrijpelijk beleid maakt. Voorbeeld van een 'reparatie achteraf': België kende tot 2007 een gele stok voor slechtzienden met dezelfde verkeersfunctie als de witte blindenstok. Door ook slechtzienden witte stokken te geven werd de uitleg over het verschil overbodig en is de verkeersregel makkelijker uit te leggen en op te volgen. Anders gezegd, zodra overheidsbeleid uitgaat van de logica van de burger en makkelijker is na te leven, is er geen of minder ‘aanvullende’ communicatie nodig. Zou de Wet verbetering poortwachter een zelfverklarende naam hebben gekregen, dan was meteen duidelijk dat zij niet alleen over de arbeidsgeschiktheid van poortwachters gaat en dacht men bij de Mammoetwet niet aan prehistorische dieren maar aan onderwijs. Velen spreken nog steeds van winkelsluitingswet als het om het reguleren van de openingstijden gaat. Het vakgebied van de administratieve communicatie adviseert over meer dan alleen de naamgeving van wetten en dossiers, maar ook over bijvoorbeeld burgervriendelijke toepassingen en procedures en over een betere vindbaarheid en bereikbaarheid van voorzieningen. Specialisten op dit gebied zorgen ook voor het ontwerpen van slimme formulieren en websites met stroomschema's die sneller foutloos zijn in te vullen en zij leveren suggesties voor begrijpelijker overheidstaal in correspondentie op borden, websites en brieven.

## Discussiepunten
- De term overheidscommunicatie benadrukt het perspectief van de overheid: het initiatief voor het contact ligt daarin bij haar als aanbieder. Burgercommunicatie die is gericht op de overheid valt normaliter buiten het begrip. Critici wijzen er op dat de overheid soms meer oog heeft voor het zenden dan voor het ontvangen. Dat wordt zichtbaar als men bij inspraak vaststelt wie de microfoon beheert en op wie de luidsprekers zijn gericht. Het bereiken van de burger komt vaker ter sprake dan het bereikbaar zijn voor de burger.
- Het werk van communicatiespecialisten wordt vaak nog gestructureerd rond het onderscheid tussen interne en externe communicatie. Door de toegenomen openheid en openbaarheid in de publieke sector en door de opkomst van snelle media heeft dat verschil aan betekenis ingeboet. Ambtenaren zijn eraan gewend om beslissingen over hun werk het eerst via de pers te vernemen. Ook volksvertegenwoordigers raken tegenwoordig sneller via tweets, sms’jes en vragen van journalisten op de hoogte van bestuurlijke beslissingen dan langs de formele weg. Het onderscheid in-/externe communicatie is evenmin relevant voor de contacten tussen overheden.
- Onder de neutrale noemer overheidscommunicatie houdt de overheid zich in toenemende mate bezig met reputatiecommunicatie. Hierbij staat het imago van de overheid en haar benoemde bestuurders centraal. De kritiek[12] luidt dat de focus zich steeds meer richt op de interne oriëntatie, dus op de beeldvormingseffecten bij de overheid zelf en minder op de externe effecten, op de burger en de maatschappij. Het inhuren van spindoctors en imagodeskundigen zou daar het bewijs voor zijn.

## Morele code
De term "niet aanvaard beleid" slaat op beleidsvoornemens waarover nog geen eindbeslissing is genomen en waarvoor dus nog geen rechtsgrond bestaat; een minister mag niet eerder de indruk wekken dat alles al beslist is. Om discussies over overheidspropaganda te kunnen beslechten kwamen er in Nederland regels, voor het laatst herzien in 2002. Het rijk mag communicatie over niet aanvaard beleid beginnen, als:
- de informatie feitelijk van aard en zakelijk van toon is;
- de overheid herkenbaar is als afzender;
- er wordt gecommuniceerd in evenredige verhouding tot anderen;
- niet de bestuurder maar de beleidsinhoud centraal staat;
- duidelijk is aangegeven in welke fase het beleid zich bevindt en hoe het verder gaat.

Deze 'principiële uitgangspunten' waren onvoldoende om controverses te beteugelen. Zo bleek in 2005 de rijksoverheid zelf schuil te gaan achter advertenties over een referendum waarin ex-premier Wim Kok een Europese grondwet promootte. In 2010 kreeg minister Gerda Verburg kritiek doordat zij zichzelf in een overheidsglossy uitvoerig had laten portretteren.
België beschikt sinds 2004 over een 'Deontologische code van de federale communicatoren'. Deze richt zich op het werk van federale ambtenaren. Vlaanderen kent een eigen 'Code Goede Praktijk voor Vlaamse Overheidscommunicatie' Deze is van toepassing op alle op betaalde mediacampagnes van Vlaamse openbare instellingen. De normen voor de Vlaamse overheidscommunicatie zijn vastgelegd in een decreet van het Vlaams Parlement. Een speciale Expertencommissie kan aan de hand hiervan adviezen uitbrengen en klachten behandelen over de communicatie van de Vlaamse overheid, over regeringsmededelingen en over mededelingen van de voorzitter van het Vlaams Parlement.

## Trivia
- De Wet openbaarheid van bestuur vormt de basis voor veel overheidscommunicatie. Deze wet gebruikt slechts eenmaal de term openheid. Openheid is een normatief begrip, een mentaliteit. Die is niet af te dwingen met juridische middelen. Openbaarheid is dat wel, het is een objectief vast te stellen rechtstoestand.
- Bij het afleggen van een ambtseed wordt meestal niet gerefereerd aan de actieve openbaarmakingsplicht die voortvloeit uit de Grondwet. Bij hun indiensttreding gaat het bij ambtenaren doorgaans om het afleggen van een geheimhoudingsverklaring.
- Bij overheidscommunicatie gaat de meeste aandacht uit naar de activiteit van de overheid zelf. De informatiestromen die burgers op gang brengen richting overheid vallen doorgaans buiten de aandacht. Wellicht daarom is het vakgebied geen burgercommunicatie gaan heten.